# De Zeven Provinciën-klassen
De Zeven Provinciën-klassen består af fire fregatter bygget til den hollandske flåde. Skibene kan bruges i alle krigsformer, men skibenes hovedstyrke ligger i luftforsvar. Muligheden for at medbringe en stab, der kan styre en større styrke til vands eller på land, foreligger. Derfor er de i Holland benævnt som luftforsvars- og kommandofregatter (Luchtverdedigings- en commandofregatten, LCF)

## Platform
Klassen blev til under en trilateral aftale mellem Tyskland, Holland og Spanien, der skulle skabe en fælles platform via firmaet Trilateral Frigate Cooperation der blev oprettet til lejligheden. I Tyskland blev resultatet Sachsen-klassen og i Spanien blev slutproduktet Álvaro de Bazán-klassen.

## Stealthteknologi
Skibene i klassen er bygget med store hensyn til stealth teknologi, der skal gøre skibet så svært at detektere som muligt. Den vigtigste komponent i skibenes stealtudrustning er muligheden for at reducere skibenes radartværsnit (RCS). Derfor er alle udvendige skot specielt vinklet, således at radarstråler bliver reflekteret i en anden retning, end den de kom fra. Missillaunchere, kanoner, redningsbåde er også bygget specielt mod stealth. Et andet punkt er også at reducere varmeudstrålingen fra skibet, således at infrarøde sensorer får formindsket mulighed for identificere skibene. Hovedproblemet heri ligger i de varme udstødningsgasser, der må igennem et kompliceret forløb, hvor det bliver blandet med koldt luft og afkølet før de bliver sendt ud af skibet.

## Elektronik
De centrale elementer i skibets avancerede elektronik er SMART-L og APAR radarsystemerne. APAR radaren befinder sig på den forreste høje mast, og SMART-L radaren befinder sig over helikopterhangaren. Begge systemer er udviklet af den europæiske rustningskoncern Thales. Hertil kommer skibets to navigationsradarer, en skrogmonteret sonar, et IFF-system, samt det infrarøde Sirius-sensorsystem. Alle fire skibe er udstyret med et bredt kommunikationssystem med blandt andet Link 11, Link 16 samt satellitkommunikation. De to første er udstyret med et noget mere omfangsrigt end de to sidste skibe, da de to første skibe er beregnet som kommandoskibe for større flåde- eller landstyrker, hvilket kræver noget mere kommunikation end normalt.

## Helikopter
Hvert skib er i stand til at medbringe en helikopter. Agterst er der placeret et større helipad med tilhørende hangar med plads til en helikopter. For tiden er helikopteren en Westland Lynx, som skal erstattes af en NHI NH90.

## Skibe i klassen
| Pennant | Navn                | Kølen lagt        | Søsat          | Indgået        | Navngivet af | Skæbne   | Kaldesignal |
| ------- | ------------------- | ----------------- | -------------- | -------------- | ------------ | -------- | ----------- |
| F802    | De Zeven Provinciën | 1. september 1998 | 8. april 2000  | 26. april 2002 | -            | Operativ | PAEQ        |
| F803    | Tromp               | 3. september 1999 | 7. april 2001  | 14. marts 2003 | -            | Operativ | PAET        |
| F804    | De Ruyter           | 1. september 2000 | 13. april 2002 | 22. april 2004 | -            | Operativ | PAER        |
| F805    | Evertsen            | 3. september 2001 | 19. april 2003 | 10. juni 2005  | -            | Operativ | PAEU        |